# Torkkolansaari (ö i Södra Österbotten)
Torkkolansaari är en ö i Finland. Den ligger i Kyro älv och i kommunen Kurikka i den ekonomiska regionen  Seinäjoki och landskapet Södra Österbotten, i den sydvästra delen av landet, 300 km nordväst om huvudstaden Helsingfors. Öns area är 0,5 hektar och dess största längd är 160 meter i nord-sydlig riktning.